# مظهر ظهور
مظهر ظهور به معنی مکان ظهور و تجلی اصطلاحی است که در موارد متعددی در تصوف، بابیه، و به‌ویژه بهائیت استفاده می‌شود. در عرفان شیعی، عبارت مظهر ظهور به پیامبران و امامان گفته شده‌است. در نظریهٔ انسان کامل ابن عربی، انسان کامل به مانند آینه‌ای است که حق خود را در آن ظاهرشده می‌بیند. سید علی‌محمد باب نظریهٔ پیچیده‌ای برای مظاهر ظهور در آثار متاخر خود، به‌ویژه بیان فارسی و کتاب پنج شأن، تدوین کرد. در سال‌های آخر، او خود را آخرین مظهر امر اولی خواند و یک آئین و شریعت جدید آغاز کرد. علاوه بر این، او به بسیاری از پیروانش مقام جزئی یا کلی ظهور الهی نسبت داد. مظهر ظهور در دین بهائی به پیامبران یا فرستادگان خداوند گفته می‌شود. مظهر ظهور یا پیامبر از دیدگاه دین بهائی کسی است که واسطهٔ فیض و رحمت و هدایت خدا، نسبت به خلق باشد. در جوامع و فرهنگ‌های مختلف، پیامبری معنی و مظاهر متعددی دارد. از جمله مظاهر ظهور بنا به اعتقادات بهائی کریشنا، موسی، زرتشت، بودا، مسیح، محمد و البته باب و بهاءالله دو مظهر ظهور این عصر می‌باشند.

## تعریف مظهر ظهور
در معنی گسترده، مظهر ظهور به هرگونه تجلی موجودی نادیدنی در یک موجود دیدنی گفته می‌شود و نشانگر تمایز بین ظاهر و باطن است. در معنای خاص، به معنی ظهور الوهی یا صفاتش در یک انسان است. این کلمه به ویژه در اشکالی از اسلام اهمیت دارد که در آن‌ها درگیری بین خدای متعالی و حلول خدا وجود دارد.

## اسلام
اصطلاح مظهر و واژه هم ریشه آن «ظهور» پیشینه‌ای در اندیشه اسلامی دارد. اخوان الصفا از آنها برای توصیف فرآیندی استفاده می‌کردند که طی آن خداوند ابتدا صفات الهی را بر عقل کلی و سپس از طریق آن بر جهان متجلی می‌سازد. فیلسوفان اسماعیلیه، مانند نصیرالدین طوسی، معتقد بودند آفریدگار با جهان از طریق مظهر (محل ظهور) ارتباط برقرار می‌کند. شهاب الدین سهروردی، بنیان‌گذار مکتب فلسفی حکمت اشراق، از کلمه «تجلّی» برای بیان همین مفهوم استفاده می‌کرد و آن را در مورد انسانها و روح القدس به کار می‌برد. ملاصدرا فیلسوف شیعه معتقد بود که خداوند خود را از طریق اسماء و صفات خود ظاهر می‌سازد. جریان فکری دیگری نیز در اسلام وجود دارد مانند مکتب ابن عربی که تجلی خداوند را تجلی ذات او می‌داند نه تجلی صفاتش.

### عرفان شیعی
در عرفان شیعی، عبارت مظهر ظهور به پیامبران و امامان گفته شده‌است. انسان کامل یا الحقیقة المحمدیة مظهر اسماء و صفات الهی است. امامان نیز مظاهر «امام جاودان» و دارای صفات الهی هستند. این امام است که به عنوان مرکز ظهور الهی عمل می‌کند. احمد احسائی در حدیثی منتسب به سجاد، امام چهارم شیعیان، آورده‌است: «نحن معانیه و ظاهره فیکم: ما معانی و ظاهرش در بین شما هستیم.» احسائی در حدیث دیگری از سجاد نقل می‌کند که وجود خارجی من به صورت امامت است اما درونم نادیدنی و نافهمیدنی است.

### ابن‌عربی
در آثار ابن عربی، ظهور ارتباط نزدیکی با تجلی یا خودآشکارسازی الهی دارد؛ مظاهر مراکز خارجی برای آشکارشدن تجلیات حق هستند. در اینجا، کلمهٔ مظهر هم‌معنی کلمهٔ مجلی و به معنی وجودی خارجی که اسم الهی را نشان دهد استفاده شده‌است. در نظریهٔ انسان کامل ابن عربی، انسان کامل به مانند آینه‌ای است که حق خود را در آن متجلی می‌بیند. این بیان ابن‌عربی مشابه بیان شیعه در مورد امام است که در آن انسانی جلوه‌گاه الوهیت است. در این بیان، انسان کامل برزخی است که جهان‌های خالق و مخلوق را به هم پیوند می‌دهد.

## بابیه
سید علی‌محمد باب نظریهٔ پیچیده‌ای برای مظاهر ظهور در آثار متاخر خود، به‌ویژه بیان فارسی و کتاب پنج شأن، تدوین کرد. در تقابل با بطون، ظهور به معنی آشکارسازی خویش توسط خداوند بر مخلوقاتش است. این آشکارسازی در یک «مظهر» انجام می‌شود که در آن الوهیت خود را به بقیهٔ مخلوقات آشکار کرده‌است: حقیقت نهان وحدت الهی (غیب التوحید) تنها از طریق ظهوراتش در پیام‌اورانش تأیید می‌شود. خداوند خود را از طریق مظاهرش به خلق می‌شناساند. هرکسی که خداوند را شناخت، تنها از طریق پیامبرانش بود که علت شناخت خدا بودند.
این ذات الهی نیست که ظهور می‌کند، بلکه امر اولی است که بر انسان ظاهر می‌شود: این امر (مظهر) ذات ازلی و غیبی نیست، بلکه مشیتی است که برای خود از هیچ خلق کرده‌است. از ازلی که آغازی ندارد و ابدی که پایان ندارد، همیشه تنها یک مشیت واحد بوده که ظاهر شده‌است. این مظهر که نام‌های مختلفی مانند عرش، کرسی، هیکل، آینه (مرآة)، شجرة الحقیقة، و نقطة الاولی دارد، یک مخلوق دارای اضداد است. در وجود خارجی‌اش میرا و فناپذیر است اما در وجود درونی‌اش الهی است. مظاهر تاریخی در حقیقت همه یک فرد بودند. برای تشبیه، مظاهر را به خورشیدی که در آینه‌های مختلف دیده می‌شوند را مثال زنده‌اند. به‌طور خاص، پیامبران اولوالعزم و امامان شیعه از مظاهر بوده‌اند.
در سال‌های آخر، باب خود را آخرین مظهر امر اولی خواند و یک آئین و شریعت جدید آغاز کرد. علاوه بر این، او به بسیاری از پیروانش مقام جزئی یا کلی ظهور الهی نسبت داد. او به صراحت پیرو اصلی‌اش محمدعلی بارفروشی مشهور به قدوس را مظهر خدا نامید. در بحث‌های الهیاتی بابیه، وجود همزمان مظاهر ردهٔ دوم و سوم در کنار مظهر اصلی توسط تمثیلی توضیح داده می‌شود که در آن آینه‌های دیگری نور بازتابیده از آینهٔ اصلی را دوباره باز می‌تابانند.

## دیانت بهائی
در هیچ‌یک از این آثار اسلامی، مفهوم مظهر ظهور آنچنان که در آثار مقدس بهایی آمده اهمیت و محوریت ندارد. در آثار بهائی بین خداوند (عالم حق) و خلقت و بشریت (عالم خلق) واسطه‌ای هست به نام عالم امر. طبق گفته بهاءالله عالم حق (خداوند) برای بشر غیرقابل درک است از این رو خداوند افرادی (پیامبران و بنیانگذاران ادیان جهان) را معین کرده که واسطه بین او و بشریت باشند. این واسطه‌ها ماهیتی دوگانه دارند، جسم مادی و فطرت انسانی آنها متعلق به عالم خلق است و حقیقت روحانی آنها متعلق به عالم امر. آنها نمایندگان خدا بر روی زمین هستند و با تجلی کامل همه اسماء و صفات او، هر آنچه را که بشر می‌تواند از خداوند درک کند در خود منعکس و ظاهر می‌سازند از این رو به آنها مظهر الهی گفته می‌شود و این اصطلاحی است که بهاءالله در رابطه با خود از آن استفاده می‌کند نه رسول یا نبی. در آیین بهایی، این اصطلاح بیانگر تجلی صفات الهی است نه حلول خداوند.
یکی از پیامدهای آموزه مظهریت الهی این است که ماهیت و جایگاه ذاتی همه مظاهر الهی (پیامبران) یکی است و در واقع می‌توان آنها را از لحاظ روحانی یک حقیقت دانست، حقیقتی که در زمانهای مختلف در جهان ظاهر شده‌است؛ لذا وحدتی استعلایی در ادیانی که این مظاهر الهی آورده‌اند وجود دارد. از سوی دیگر بهاءالله تصریح می‌کند که هر یک از مظاهر الهی در زمان خاصی ظاهر می‌شود و مأموریت خاصی برعهده دارد که بر حسب شرایط بشرِ آن زمان مشخص می‌شود. از این رو مظاهر الهی و همچنین ادیانی که می‌آورند متفاوت به نظر می‌رسند. مظاهر الهی که پی در پی ظاهر می‌شوند عوامل ظهور تدریجی اراده الهی و کاتالیزورهای اصلی تکامل اجتماعی بشر هستند و هر یک آموزه‌های خود را با تکیه بر آموزه‌های مظهر الهی پیشین تکمیل می‌کند. متون مقدس بهائی علاوه بر شخصیت‌هایی که در کتاب مقدس و قرآن ذکر شده‌است، مانند ابراهیم، موسی، عیسی و محمد افراد دیگری را نیز در زمره مظاهر الهی می‌شمارند نظیر زرتشت، کریشنا و بودا. همچنین بر طبق متون مقدس بهائی مظاهر الهی متعدد دیگری نیز ظهور کرده‌اند - به عنوان مثال در میان بومیان آمریکا - که نام‌شان در تاریخ گم شده‌است.
در تفسیر سید علی‌محمد باب و بهاءالله ملاقات با خدا (لقاءالله) در روز قیامت که کتابهای آسمانی به آن بشارت داده‌اند، دلالت بر ظهور یک مظهر الهی در پایان دور دین قبل دارد، زمانی که پیروان دین پیشین بر مبنای این که آیا موفق به شناخت مظهر الهی جدید می‌شوند یا نه، مورد داوری قرار می‌گیرند، از این به رستاخیز روز داوری نیز گفته می‌شود. در این تفسیر، قیامت زنده شدن روحانی آدمیان از طریق شناخت مظهر الهی جدید است.
تعالیم بهائی بسیار شبیه دیدگاه‌های بابیه‌اند، با این تفاوت که در بهائیت دامنهٔ مظاهر الهی محدودتر است و معمولاً منحصر به بنیان‌گزاران ادیان بزرگ می‌شود. هم‌زمان، تعریف گسترده‌تر از حقیقت دینی اجازه می‌دهد که بودا و کریشنا (که بهائیان آنان را بنیان‌گزاران هندوئیسم می‌پندارند) نیز مظهر الهی دانسته شوند. بنا بر اعتقاد بهائیان، بهاءالله آخرین مظهر الهی است و حداقل تا هزار سال مظهر دیگری نخواهد آمد. نه‌تنها بهائیان برای بهاءالله مقام بالاتری در میان مظاهر قبل و بعدش قائل شده‌اند، خود بهاءالله با بیانی شبیه به حلول خداوند در او صحبت کرده‌است. گرچه چندین مورد عبارات شبیه به حلول از بهاءالله وجود دارد، اعتقاد امروزی بهائیان هرگونه تعبیر حلول‌گونه در مورد مظهر را رد می‌کند.

### ماهیّت مظهر ظهور
ظهور یعنی ظاهر ساختن و نشان دادن چیزی که از قبل معلوم نبوده‌است. مظاهر ظهور الهی افرادی هستند که کلمات خدا را برای بشر ظاهر و عیان می‌نمایند. آن‌ها به تمام جنبه‌های زندگی بشر آگاه‌اند. آنان مربیان جهان هستند که به بشر یاد می‌دهند چگونه طبق ارادهٔ الهی زندگی کنند و به سعادت حقیقی برسند.
طبق اصول اعتقادات بهائی، مظهر ظهور، تجلّی‌گاه کامل اسماء و صفات الهی است. بهائیان این اصل را این گونه توضیح می‌دهند که اگر خداوند را همانند خورشید در نظر بگیریم، مظهر ظهور همانند آینه‌ای پاک و صیقلی است که تصویر و پرتوهای خورشید را به بهترین نحو منعکس می‌سازد. امّا این بدین معنا نیست که خداوند از مقام خود در آینه تنزّل نموده‌است، بلکه فقط رحمت و فیض او و صفات و اسماء او در آن آینه تجلّی می‌نماید. مظهر ظهور الهی معصوم است و عصمت او ذاتی است.
از نظر بهائیان، تنها راه شناسایی خداوند، شناخت مظهر ظهور است، زیرا تفکّر و تعقّل آدمی هیچ‌گاه به مقام الهی راه ندارد و هرآنچه که انسان در مورد ذات الهی بیندیشد، زاییدهٔ فکر و خیال او است. امّا مظهر ظهور الهی، جامع تمام صفات و اسماء الهی است و قابل شناسایی می‌باشد. البته شدّت ظهور صفات الهی در مظاهر ظهوری که در زمان و مکان متفاوت ظهور نموده‌اند متفاوت است.

### مراتب مظهر ظهور
بهائیان اعتقاد دارند که مظاهر ظهور الهی دارای سه مرتبه هستند:
1. مرتبهٔ جسمانی: مظاهر ظهور الهی نیز مانند انسانها، دارای رتبهٔ جسمانی می‌باشند. جسم آنان نیز مانند جسم انسان، فانی است و بیمار می‌شود یا می‌میرد.
2. مرتبهٔ انسانی: این مرتبه همان نفس ناطقه‌است و مانند مرتبهٔ جسمانی، هم در انسان موجود است و هم در پیامبران. این مرتبه حادث است (یعنی در زمانی مشخص به وجود آمده‌است) ولی باقی است.
3. مرتبهٔ الهی: این مرتبه، مرتبه‌ای است که مظهر ظهور را از بشر مجزّا می‌نماید. این مرتبه را که نه حادث است و نه فانی و نه در قید زمان و مکان، کلمةالله، مشیّت اوّلیه و روح‌القدس نیز می‌نامند. به اعتقاد بهائیان، تمام مظاهر ظهور الهی در این مقام واحد هستند و تفاوتی میانشان نیست. به عبارتی دیگر، این مقام، هر از چند گاهی در قالبی بشری ظاهر می‌شود تا بتواند با انسان‌ها رابطه برقرار نماید و آنان را هدایت کند.

### نیاز بشر به مظهر ظهور
بهائیان بر این باورند که خدا در هر زمانی بنا بر اقتضای زمان و مکان فردی را برای پیامبری بر روی زمین انتخاب می‌نماید. همچنین، نیاز بشر به مظهر ظهور هیچ‌گاه از بین نمی‌رود، زیرا انسان همواره به مربّی و راهنمایی نیازمند است تا او را به سمت کمال هدایت نماید. این مربّی باید بر تمام جنبه‌های زندگی انسان آگاه و در این مورد بصیرتی روشن داشته‌باشد. از نظر بهائیان، فقط مظهر ظهور است که چنین بصیرت و قوّه‌ای را داراست.
مظهر ظهور بشر را از سه جنبهٔ جسمانی، انسانی، و روحانی تربیّت می‌نماید. تربیّت جسمانی مربوط به سلامت جسم و مسائل مرتبط با آن است. تربیّت انسانی مربوط به مدنیّت، اجتماع، سیاست، علوم و صنایع و هنر است و در نهایت تربیّت روحانی است که بهائیان آن را تربیّت حقیقی می‌دانند. این تربیّت مربوط به کسب کمالات الهی و صفات روحانی می‌باشد.
بهائیان معتقدند که بهاءالله، بنیان‌گذار دین بهائی جدیدترین فرستادهٔ الهی در سلسلهٔ پیامبران پیشین چون ابراهیم، موسی، بودا، زردشت، مسیح، محمّد و باب است.